# Egzogenne kwasy tłuszczowe
Kwasy tłuszczowe egzogenne (NNKT – niezbędne nienasycone kwasy tłuszczowe, ang. EFA – essential fatty acid) nazywane też kwasami niezbędnymi – grupa kwasów tłuszczowych, które nie mogą być syntetyzowane w organizmie zwierzęcym, w tym również człowieka, i muszą być dostarczane w pożywieniu, w przeciwieństwie do kwasów endogennych. Żywienie pokarmami ubogimi w niezbędne kwasy tłuszczowe może doprowadzić do zaburzeń chorobowych.

## Rodzaje

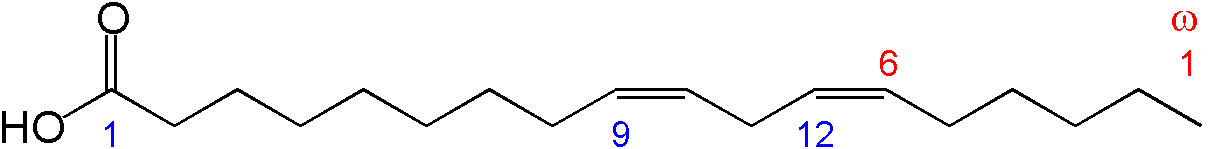
Kwas linolowy, ω−6, Δ^{9,12}

Kwas α-linolenowy, ω−3, Δ^{9,12,15}

Wśród nienasyconych kwasów tłuszczowych wyróżnia się grupę wielonienasyconych kwasów tłuszczowych, które zawierają więcej niż jedno wiązanie podwójne węgiel-węgiel w łańcuchu węglowodorowym reszty kwasowej. Są one istotnym elementem diety człowieka.
Dwa z nich muszą być dostarczane z pokarmem, gdyż organizm człowieka i wielu zwierząt nie jest zdolny do ich wytwarzania:
- kwas linolowy (typu ω−6)
- kwas α-linolenowy (typu ω−3)

Dla kotów egzogennym jest także kwas arachidonowy (typu ω−6).
Wynika to z faktu, że organizmy zwierzęce, w przeciwieństwie do roślinnych, nie są w stanie wstawiać wiązania podwójnego w pozycjach dalszych niż Δ9 łańcuchów wyższych kwasów tłuszczowych. Nie wszystkie jednak kwasy tłuszczowe z tak odległymi wiązaniami podwójnymi są egzogenne, gdyż mogą być one syntezowane w organizmach z kwasu linolowego (np. kwasy γ-linolenowy i arachidonowy) i α-linolenowego (np. kwas dokozaheksaenowy). 
NNKT pod nazwą witamina F są stosowane w lecznictwie. Wskazaniem do stosowania są m.in. choroby skóry.
Poza efektami korzystnymi dla zdrowia, kwasy typu ω−6, w tym kwas linolowy, mają też właściwości prozapalne i zwiększające utlenianie. W badaniach na szczurach stwierdzono, że spożywanie dużych ilości oleju słonecznikowego (20% masy pożywienia) prowadzi do niekorzystnych zmian w mięśniu sercowym.

## Skutki niedoboru
Niedobór NNKT:
- może powodować choroby skóry (łupież)[3]
- powoduje zwiększenie utraty wody w organizmie
- w czasie ciąży może doprowadzić do niedorozwoju płodu

## Występowanie
Występują głównie w tłuszczach zwierząt wodnych i olejach roślinnych.
egzogenne
- linolowy (LA) – olej krokoszowy, kukurydziany, słonecznikowy, sojowy, arachidowy, rzepakowy, oliwa
- α-linolenowy (ALA) – olej lniany, rzepakowy, z orzechów włoskich

pozostałe
- γ-linolenowy (GLA) – olej z ogórecznika lekarskiego[4], wiesiołka, czarnej porzeczki, konopny
- arachidonowy (AA) – produkty pochodzenia zwierzęcego, mięso
- eikozapentaenowy (EPA) – algi, łosoś, olej rybi (dorsz)
- dokozaheksaenowy (DHA) – olej z makreli, niektóre algi, nasiona lnu